# Vaurien
De Vaurien (Frans voor deugniet) is een zeilboot die werd ontworpen door Jean-Jacques Herbulot in 1951. Het idee was om een lichte en goedkope boot te ontwerpen, die gebruikt zou kunnen worden voor zeilscholen en beginners. Het is een tweemans-midzwaardboot van 4,08 meter lang.
De boot is in korte tijd verspreid over Europa en Afrika, en met name in Frankrijk zijn er veel te vinden. Belangrijke factoren hiervoor waren de goede rompvorm, prima zeileigenschappen, kwaliteit en lage prijs. De rompvorm, namelijk een knikspant met een vlakke bodem, zorgt voor goede planeereigenschappen.

De Vaurien is erg belangrijk voor de ontwikkeling van zeilsport. In 1961 werd de Vaurien door de ISAF goedgekeurd als internationale klasse, en sindsdien zijn er ongeveer 36.000 boten gebouwd.
In de loop der jaren is de klasse verder ontwikkeld. De constructie van polyester boten, en amateurbouw zijn toegestaan. Een aluminium mast en giek, alsmede zelflozers, luchtkasten en een spinnaker zijn tegenwoordig standaard.